# Time is Not
《Time is Not》는 대한민국의 음악가 셔틀루프의 두 번째 EP이다. 수록곡은 총 아홉 곡으로 구성되어 있으며, 2010년 12월 1일 발매되었다.

## 수록곡
| #  | 제목                                                  | 작사           | 작곡                   | 재생 시간 |
| -- | ----------------------------------------------------- | -------------- | ---------------------- | --------- |
| 1. | 〈Rise Up〉                                           | 이기홍, 조수홍 | 이기홍, 조수홍, 성진산 | 2:31      |
| 2. | 〈I'm Pretty Sure Every Fade Out Means Happy Ending〉 | 이기홍         | 이기홍, 조수홍, 성진산 | 3:20      |
| 3. | 〈Refuse Me〉                                         | 조수홍, 이기홍 | 조수홍                 | 2:22      |
| 4. | 〈Daisy Sucks〉                                       | 조수홍         | 조수홍                 | 4:04      |
| 5. | 〈Goodnight〉                                         | 성진산         | 성진산                 | 4:58      |
| 6. | 〈Agnes Heights〉                                     |                | 이기홍, 조수홍         | 1:13      |
| 7. | 〈We Lay Down Again〉                                 | 조수홍         | 성진산, 조수홍         | 3:57      |
| 8. | 〈Time is Not〉                                       | 이기홍         | 이기홍, 조수홍, 성진산 | 4:33      |
| 9. | 〈Movie〉                                             | 이기홍, 조수홍 | 이기홍, 조수홍, 성진산 | 4:18      |

## 참여
이 목록은 셔틀루프 공식 홈페이지에서 발췌하였다.
- 성진산 - 기타, 보컬, 드럼, 오케스트레이션, 프로그래밍, 디지털에디트, 녹음, 아트디렉터, 디자인
- 이기홍 - 보컬, 신디사이저, 녹음
- 조수홍 - 프로듀서, 베이스, 보컬, 프로그래밍, 믹싱, 마스터링, 디자인
- 박주현 - 기타, 보컬